# Rollercoaster Tycoon: Dodatkowe atrakcje
Uzasadnienie: brak wykazanej encyklopedyczności dodatku, wystarczy info w haśle głównym
RollerCoaster Tycoon: Dodatkowe atrakcje (ang. Rollercoaster Tycoon: Added Attractions lub CorkScrew Follies) – oficjalny dodatek do symulacji wesołego miasteczka, RollerCoaster Tycoon, wydanej przez Hasbro Interactive 16 września 2000 roku. Polskim dystrybutorem został CD Projekt.
- kolejki wzorowane na historycznych takich jak: Virginia Reel, Side Friction, Steel Twister Roller Coaster i Steel Wild Mouse Corkscrew Follies.
- nowe typy atrakcji: rollercoastery, sklepy, budki, elementy ukształtowania terenu, obsługa parku, przeróżne ulepszenia.
- nowe tematyczne krajobrazów jak dżungla, park jurajski.
- możliwość ustalenia różnych kolorów dla poszczególnych elementów parku oraz stawienia znaków stref, spełniających funkcję informacyjno-reklamową, większy wybór chodników.
- 25 gotowych scenariuszy.